# André Couto
André Couto (ur. 14 grudnia 1976 roku w Lizbonie) – kierowca wyścigowy z Makau.

## Kariera
Couto rozpoczął karierę w wyścigach samochodowych w 1995 roku od startów w Formule Opel Lotus, gdzie raz wygrywał. Zdobył tam tytuł mistrzowski. W tym samym roku w Formule Opel Euroseries był piąty. W późniejszych latach pojawiał się także w stawce Grand Prix Makau, Masters of Formula 3, Włoskiej Formuły 3, Niemieckiej Formuły 3, Formuły 3000, Formuły 3 Korea Super Prix, All-Japan GT Championship, Formuły Nippon, World Series by Nissan, European Touring Car Championship, World Touring Car Championship (od 2005 roku podczas domowej rundy), Suzuka 1000km, Super GT Japan, JAF Grand Prix Super GT, Autobacs Super GT Series oraz Audi R8 LMS Cup China.
W Formule 3000 Portugalczyk startował w latach 1998-2000. W latach 1999–2000 stawał po jednym razie na podium. Z dorobkiem odpowiednio siedmiu i czterech punktów uplasował się w latach 1998-1999 odpowiednio na jedenastej i trzynastej pozycji w końcowej klasyfikacji kierowców.